# Nový Jáchymov

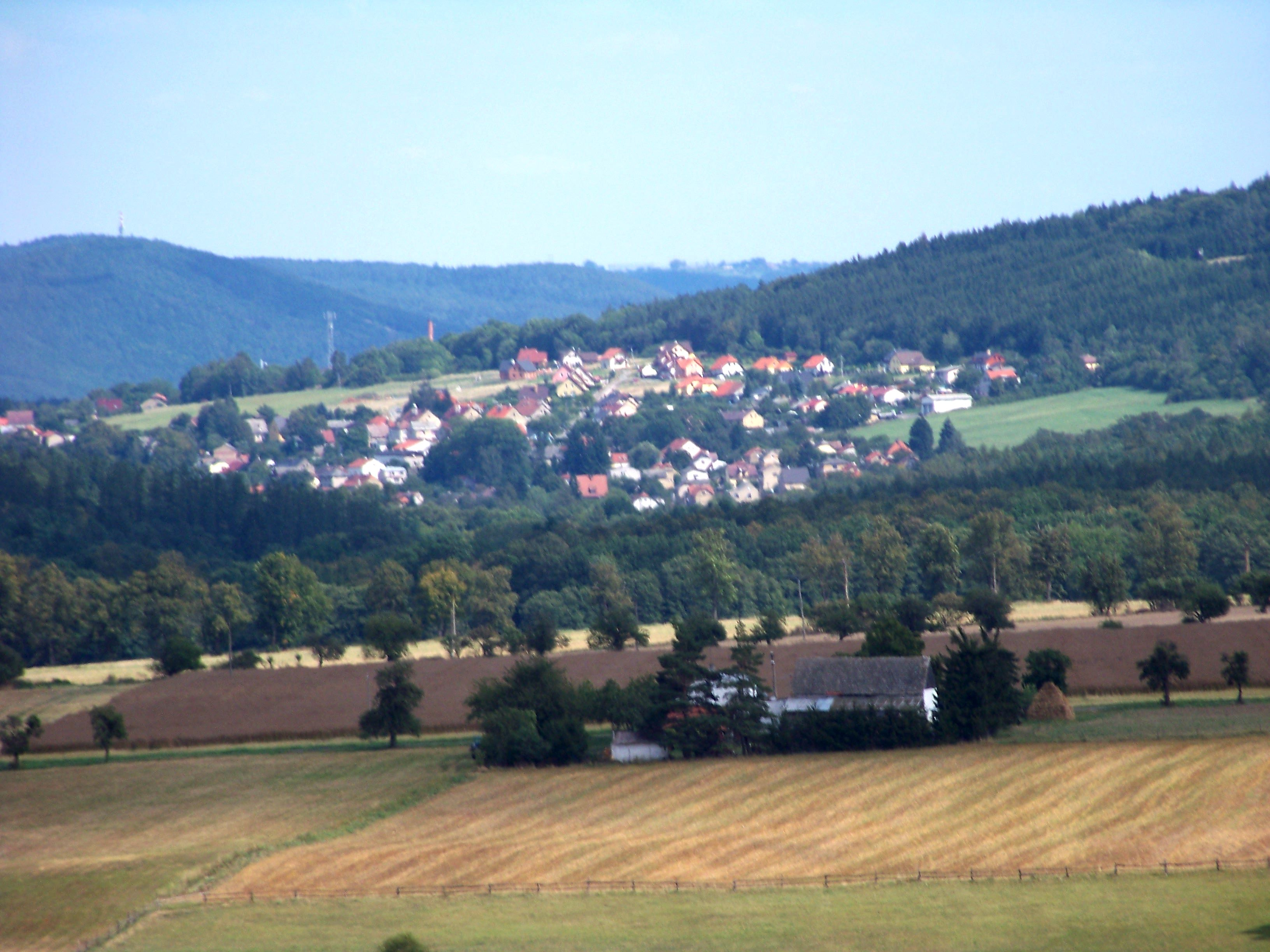
Blick von der Špička auf Nový Jáchymov

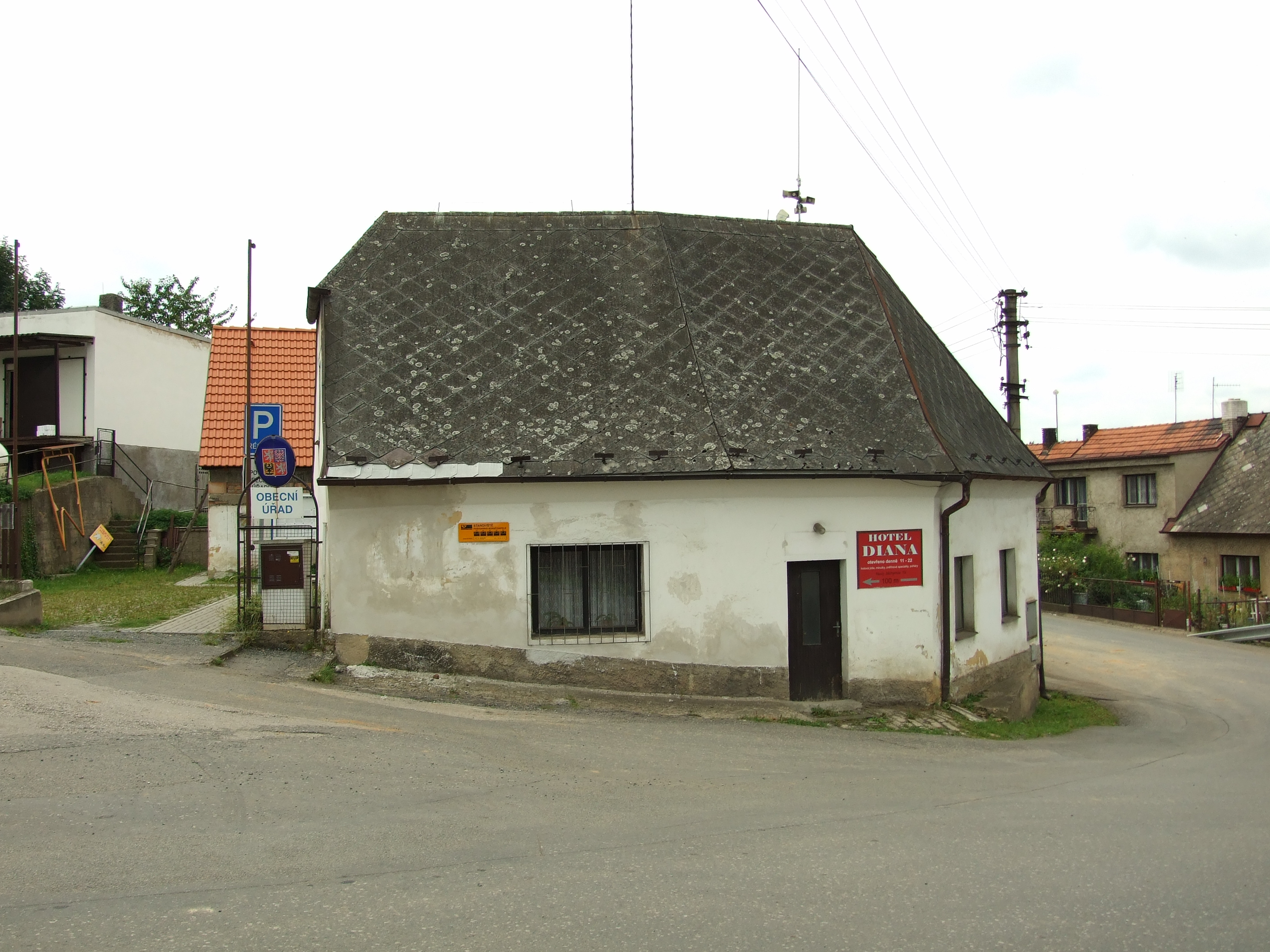
Gemeindeamt

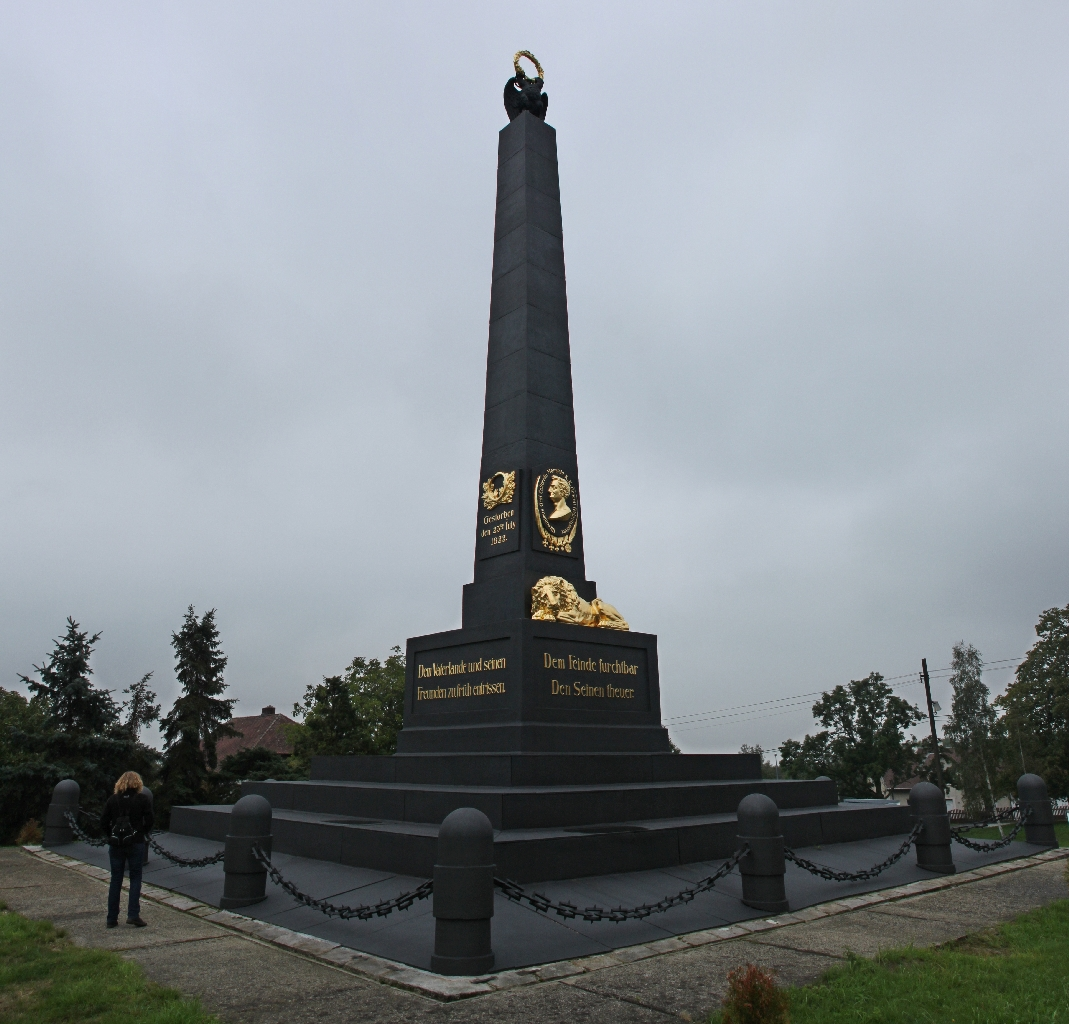
Österreichisches Denkmal der Schlacht bei Kulm, bedeutendstes Gusswerk des Eisenwerkes Neu Joachimsthal

Nový Jáchymov (deutsch Neu Joachimsthal, auch Neujoachimsthal) ist eine Gemeinde in Tschechien. Sie liegt zehn Kilometer westlich von Beroun und gehört zum Okres Beroun.

## Geographie
Nový Jáchymov befindet sich im Tal des Baches Habrový potok in der Křivoklátská vrchovina. Das Dorf liegt im Landschaftsschutzgebiet Křivoklátsko. Nördlich erheben sich der Na Skaliskách bzw. Buček (447 m) und der Ježkův vrch (393 m), im Nordosten die Hradiště (380 m), östlich die Na Dubině (378 m) und der Lísek (483 m), im Süden der Hudlický vrch (522 m) und die Krušná hora (609 m), westlich die Špička (531 m), der Zadní Hrobce (517 m) und der Přední Hrobce (528 m). Bei Stará Ohrada bilden der Habrový potok und sein Zufluss Karlovský potok eine Kaskade von drei Teichen (Hořejší rybník, Prostřední rybník und Monstranský rybník), wobei der Hořejší rybník bereits auf dem Gemeindegebiet von Roztoky liegt.
Nachbarorte sind Račice und Žloukovice im Norden, Lisa, Ovčín, Nová Huť, Nižbor und Jezírka im Nordosten, Na Černidlech, Na Drahách, Otročiněves und Krušná Hora im Osten, Doužebnice, Lísek und Hudlice im Südosten, Svatská Hájovna, Svatá, Král und Varta im Süden, Habrový Potok, Kublov und Broumy im Südwesten, Stará Ohrada, Karlov und Karlova Ves im Westen sowie Branov, Leontýn, Pustá Seč und Častonice im Nordwesten.

## Geschichte
Das Gut Nischburg wurde im Jahre 1731 durch Johann Joseph Graf von Waldstein an seine Tochter und Universalerbin Maria Anna Fürstin zu Fürstenberg vererbt, die es 1756 testamentarisch mit den Herrschaften Pürglitz und Kruschowitz zu einem Familienfideikommiss von 400.000 Gulden vereinigte. Die eine Hälfte des Erbes fiel ihren Söhnen Joseph Wenzel zu Fürstenberg-Stühlingen und Karl Egon I. zu Fürstenberg zu, die andere ihren Töchtern Henriette Fürstin von Thurn und Taxis und Maria Theresia zu Fürstenberg. Als Fideikommisserben setzte sie ihren zweitgeborenen Sohn Karl Egon I. ein, der durch Ausgleich auch die Anteile seiner Geschwister erwarb.
Unter Karl Egon I. zu Fürstenberg begann ein intensiver Abbau der Hämatiteisensteinlagerstätte an der Krušná hora. Aus dem Tal des Habrový potok wurde im Jahre 1772 mit dem Josephi-Stollen ein tiefer Erbstollen zur Lösung der Gruben an der Krušná hora und dem Hudlický kopec vorgetrieben. 1793 konstruierte Franz Josef von Gerstner für den Hauptförderschacht den Zentaur, eine Trommelfördermaschine zur Förderung von 850 kg Erz pro Gefäß. Die Erze wurden u. a. in den Hüttenwerken von Neuhütten, Althütten, Karlshütten, Františkov, Strašice und Holoubkov verarbeitet. Nach dem Tode von Karl Egon I. erbte 1787 dessen ältester Sohn Philipp Fürst zu Fürstenberg († 1790) den Besitz, ihm folgten seine Kinder Karl Gabriel zu Fürstenberg († 1799) und Leopoldine Prinzessin von Hessen-Rothenburg-Rheinfels. 1803 verzichteten die weiblichen Erben in einem Familienvergleich zugunsten des minderjährigen Karl Egon II. zu Fürstenberg und der fürstlichen und landgräflichen Häuser Fürstenberg, als Verwalter wurde bis zu dessen Volljährigkeit im Jahre 1817 Joachim Egon Landgraf von Fürstenberg eingesetzt.
Joachimsthal wurde 1810 durch Joachim Egon Landgraf von Fürstenberg gegründet, als dieser in dem bewaldeten Tal ein Schichthaus für die Eisenerzgruben anlegen ließ. Der Schichtmeister des Eisenhütte Neuhütten, Oberförster Franz Nittinger schlug zur Ersparnis der Fuhrkosten für Erz und Kohle die Errichtung eines neuen Eisenhüttenwerkes im Waldgebiet in unmittelbarer Nähe der reichen Eisenerzlager an der Krušná hora vor. Für die technische Umsetzung des Vorhabens holte sich Nittinger die Unterstützung durch Franz Josef von Gerstner. Dieser sah in dem Tal den idealen Standort, da hier das Erz durch einen Stollen ausgefördert werden konnte und dieser zugleich die Wasserkraft zum Antrieb der Gebläse lieferte. Wegen der nur geringen Wassermenge konstruierte Gerstner einen Mechanismus aus zwei übereinander hängenden Wasserrädern von jeweils 32 Fuß Durchmesser, wobei das untere Rad durch das vom oberen Rad ablaufende Aufschlagwasser gespeist wurde. Beide Wasserräder setzten gemeinschaftlich über ein Kammrad die Gebläsewelle der beiden nebeneinander stehenden Hochöfen in Bewegung. Für das nötige Aufschlaggefälle von 80 Fuß Höhe wurde eine 400 Klafter lange Wasserzuführungsrösche angelegt. Im Jahre 1817 nahm Joachim Egon Landgraf von Fürstenberg in Joachimsthal eines der modernsten Eisenwerke in Mitteleuropa mit massivem Hüttengebäude mit den 13,276 m hohen, nach Karl Egon II. und seiner Verlobten Amalie von Baden benannten Zwillingshochöfen Karl und Amalie, einer großen Eisengießerei, einem Gebläsegetriebwerk mit Wasserkraft- und Dampfmaschinenantrieb, Kohlen- und Erzschuppen, einem massiven Hüttendirektionsgebäude, zwei Beamtenwohnhäusern sowie einer großen Tischler-, Schlosser- und Modellierwerkstatt in Betrieb. Am Frontispiz des Hochofengebäudes befand sich die Inschrift Joachimus Egon Caroli Egoni Suo MDCCCXVII. Um die Fürstenberger Hütte bildete sich eine Siedlung für die Arbeiter und Bergleute. Der Ortsname leitet sich vom Gründer her, war aber zugleich auch eine Anspielung auf die Bergstadt Sankt Joachimsthal. Wegen der Verwechslungsgefahr wurde der Name der Siedlung bald in Neu-Joachimsthal geändert. Da sich der knapp bemessene Aufschlag in trockenen Jahren als nicht ausreichend für den Antrieb beider Gebläse erwiesen hatte, wurde zusätzlich zum Gerstnerschen Mechanismus eine 18 PS starke Dampfmaschine aufgestellt, die durch einen doppelbläsigen gusseisernen Zylinder pro Minute 2100 Kubikfuß Luft lieferte.
In der Eisengießerei entstanden Kunstgussobjekte bis zu einem Gewicht von 100 Tonnen, die noch heute u. a. auf den Karlsbader Kolonnaden und in Prag erhalten sind. Das bedeutendste Gusswerk der Hütte ist das 17 m hohe und 113 Tonnen schwere fünfteilige Monument zum Gedenken an den Sieg General Hieronymus von Colloredo-Mansfeld über die Franzosen, das 1825 auf dem Schlachtfeld bei Arbesau enthüllt wurde. Die Schule wurde 1828 errichtet. František Spal gründete um 1830 eine Hüttenkapelle, die später zur Fürstlich-fürstenbergischen Kapelle erhoben wurde. 1842 entstand neben dem Eisenwerk die Emaillierfabrik Gebrüder Bartelmus mit 30 Arbeitern, die jährlich 80.000 Kochgeschirre mit einem Gewicht von 4000 Zentnern emaillierte.
Im Jahre 1843 bestand Neu-Joachimsthal bzw. Nowý Joachimow aus 47 Häusern mit 369 Einwohnern. Im Ort befanden sich das Eisenwerk sowie eine Emailfabrik mit einer Dampfmaschine, acht Fabrikräumen, Magazinen und zwei Arbeiterwohnhäusern. Oberhalb des Hüttengebäudes lag das portalähnliche Mundloch des Josephi-Stollens, aus dem das Erz von der Krušná hora mittels einer englischen Huntebahn ausgefördert wurde. Unter herrschaftlichem Patronat stand die Schule mit zwei Klassenzimmern für 120 Schüler. Die gesamte Einwohnerschaft bestand aus Bergleuten, Eisenwerksarbeitern und Professionisten. Gepfarrt war das Dorf zur Schlosskapelle in Nischburg. Bis zur Mitte des 19. Jahrhunderts blieb Neu-Joachimsthal dem an den Fideikommiss Pürglitz angeschlossenen Gut Nischburg untertänig.
Nach der Aufhebung der Patrimonialherrschaften bildete Nový Jáchymov / Neu-Joachimsthal ab 1850 eine Gemeinde im Bezirk Rakonitz und Gerichtsbezirk Pürglitz. Nach dem Tode Karl Egons II. zu Fürstenberg erbte 1854 dessen zweitgeborener Sohn Max Egon I. den Fideikommiss Pürglitz. In den 1870er Jahren brachten ein misslungener Versuch zur Einführung der Koksfeuerung sowie der fehlende Eisenbahnanschluss der Hütte Standortnachteile. Im Jahre 1872 wurde die Eisenhütte durch das Jahrhunderthochwasser schwer beschädigt. Nachdem 1876 erneut ein Hochwasser des Habrový potok schwere Schäden hinterlassen hatte, wurden die beiden Hochöfen am 30. Juni 1877 für immer ausgeblasen. Die noch brauchbaren Anlagen wurden nach Althütten und Karlshütten verbracht und das Eisenhüttenwerk schrittweise abgerissen. Die Eisenbergwerke und die Hüttenimmobilien verkaufte Max Egon I. zu Fürstenberg an die Wiener Bankgesellschaft, die sie an die Böhmische Montan-Gesellschaft AG weiterveräußerte. Das vollständige Aus der Neu-Joachimsthaler Eisenindustrie im Jahre 1889 führte zur Abwanderung von großen Teilen der Einwohner und zum Niedergang des gesellschaftlichen Lebens im Ort.
Nachdem die Prager Eisenindustrie-Gesellschaft AG 1909 die Böhmische Montan-Gesellschaft übernommen hatte, erlebte der Eisenbergbau an der Krušná hora einen Aufschwung. Im Jahre 1915 wurde eine 6971 m lange Lorenseilbahn nach Karlshütten in Betrieb genommen. Drei Jahre später entstand eine elektrische Überlandleitung von Karlshütten mit Trafostation an der Krušná hora, so dass die Dampflokomobilförderung eingestellt werden konnte. Im Jahre 1932 hatte Nový Jáchymov 502 Einwohner. Nach dem Zweiten Weltkrieg wurde die Prager Eisenindustrie-Gesellschaft am 25. Oktober 1945 verstaatlicht. Seit 1949 gehört die Gemeinde zum Okres Beroun. Die Zeche Důl Gabriela wurde in den 1950er Jahren zum größten Eisenerzbergwerk der Tschechoslowakei ausgebaut. In der zweiten Hälfte der 1950er Jahre entstand in Nový Jáchymov eine Bereitschaftssiedlung für Bergleute mit 46 Wohnungen. Dadurch wuchs die Einwohnerzahl von Nový Jáchymov auf über 700 an. Zu Beginn der 1960er Jahre entstand eine neue Schule. Die Zeche Důl Gabriela wurde 1967 wegen der Unrentabilität der Eisenerzverarbeitung stillgelegt und danach auch die Lorenseilbahnbetrieb zur Hütte abgetragen.
Die Feriensiedlung Stará Ohrada mit 280 Hütten wurden in den 1960er und 1970er Jahren angelegt. Heute ist Nový Jáchymov ein Erholungsort.

## Gemeindegliederung
Für die Gemeinde Nový Jáchymov sind keine Ortsteile ausgewiesen. Zu Nový Jáchymov gehören die Feriensiedlung Stará Ohrada und die Einschicht Habrový Potok.

## Sehenswürdigkeiten
- Ehemaliges Schichthaus mit Glockentürmchen, es wurde 1973–1974 und 1999–2003 rekonstruiert und dient heute als Gaststätte und Weinstube U Cechu.
- Portal des Josephi-Erbstollens im Ortszentrum
- Waldfriedhof mit gusseisernen Grabsteinen, nördlich des Ortes an der Straße nach Červený kříž, er wurde in den 1830er Jahren durch Franz Nittinger angelegt
- Naturreservat Červený kříž, nördlich des Dorfes
- Ehemalige Grube Gabriela an der Krušná hora

## Persönlichkeiten
- Franz Nittinger († 1839), der aus Donaueschingen stammende Oberförster wurde 1809 zum Schichtmeister der Eisenhütte Neuhütten bestellt. Dort entwickelte er den Plan zur Anlegung eines neuen Eisenhüttenwerkes an der Krušná hora. Später wurde er zum Hofrat ernannt und war Inspektor der Fürstlich-fürstenbergischen Besitzungen in Böhmen. Sein Grab befindet sich auf dem Waldfriedhof.
- Miroslav Tyrš (1832–1884), arbeitete nach Abschluss seines Studiums von 1856 bis 1862 in Nový Jáchymov beim Fabrikanten Bartelmus als Erzieher für dessen Söhne Robert und Emil.